# Танагра синя
Тана́гра синя (Tangara vassorii) — вид горобцеподібних птахів родини саякових (Thraupidae). Мешкає в Андах.

## Опис
Довжина птаха становить 13-14 см, вага 18 г. Самці мають переважно кобальтово-синє забарвлення. На обличчі і них чорна "маска", крила і хвіст чорні, пера на них мають сині края. Очі карі, дзьоб короткий, чорний, лапи чорні. Самиці мають дещо тьмяніше забарвлення, нижня частина тіла у них попелясто-сіра. Молоді птахи мають переважно сіре забарвлення, обличчя, крила і хвіст у них чорні.

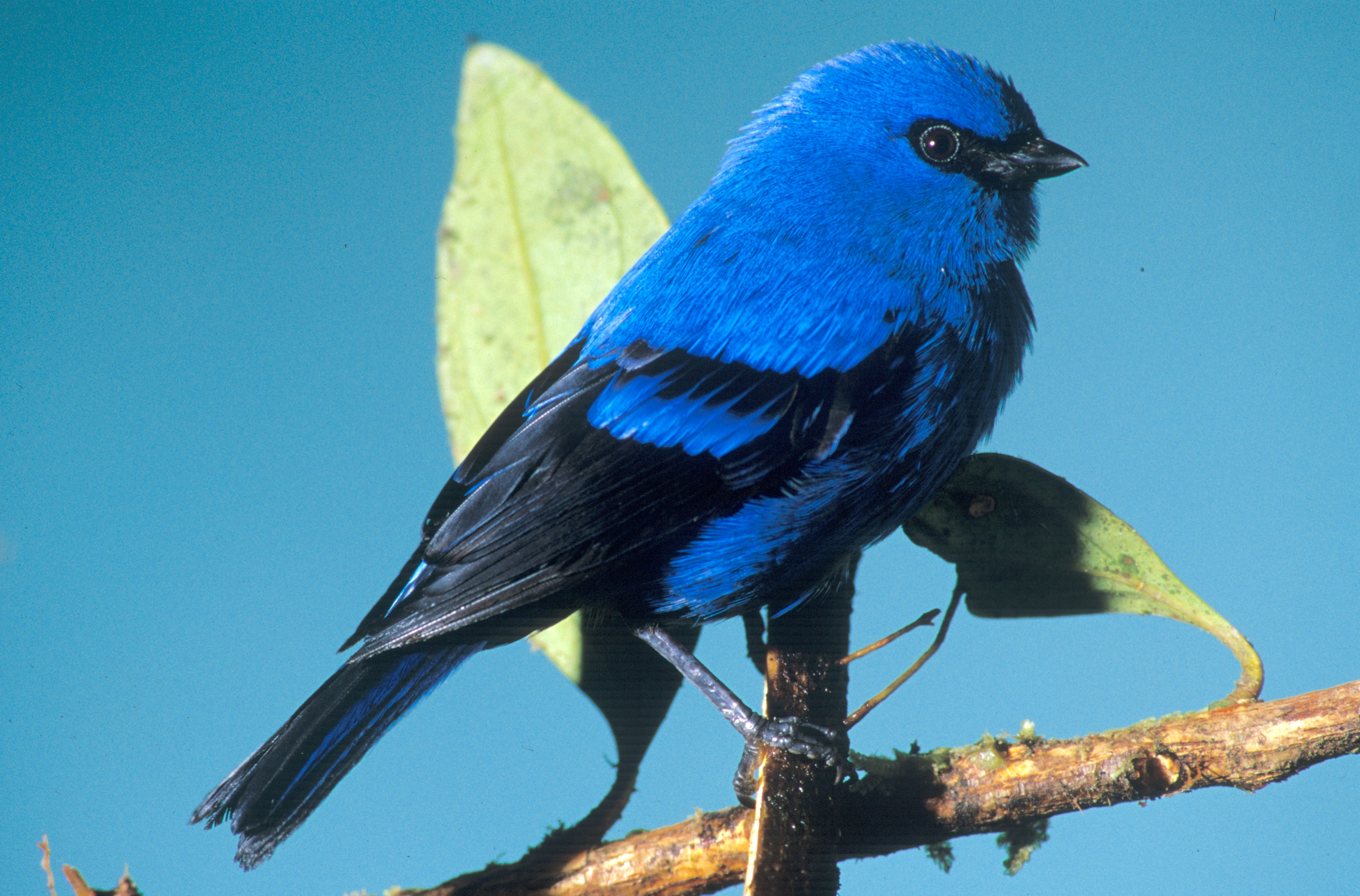
Синя танагра (Еквадор)

## Підвиди
Виділяють три підвиди:
- T. v. vassorii (Boissonneau, 1840) — Анди на північному заході Венесуели (Кордильєра-де-Мерида), в Колумбії, Еквадорі та на північному заході Перу;
- T. v. branickii (Taczanowski, 1882) — Анди в північному і центральному Перу (на південь від Мараньйона, в регіонах Амазонас і Ла-Лібертад);
- T. v. atrocoerulea (Tschudi, 1844) — Анди в південному Перу (на південь від Уануко) і на заході Болівії.

Деякі дослідники виділяють підвид T. v. atrocoerulea як окремий вид Tangara atrocoerulea.

## Поширення і екологія
Сині танагри мешкають у Венесуелі, Колумбії, Еквадорі, Перу і Болівії. Вони живуть у вологих гірських тропічних і карликових лісах, на узліссях і галявинах. Зустрічаються парами або зграйками до 8 птахів, на висоті від 2000 до 3400 м над рівнем моря, вище за інших представників роду, поблизу верхньої межі лісу. Часто приєднуються до змішаних зграй птахів, разом з андаграми, блакитнарями, квіткоколами і тамаруго. Живляться плодами і комахами, яких шукають переважно в кронах дерев, віддають перевагу плодам Miconia. Сезон розмноження триває з лютого по серпень. Гніздо чашоподібне, робиться з моху і корінців, встелюється зовні листям бамбука Chusquea, а всередині рослинними волокнами і шерстю. Розміщується на невисоких деревах, на висоті від 3,8 до 5 м нд землею. В кладці 2 блакитнуватих, поцяткованих темними плямками яйця.